# Mistrzostwa Świata w Lekkoatletyce 1995 – trójskok kobiet
Trójskok kobiet – jedna z konkurencji rozgrywanych podczas mistrzostw świata w lekkoatletyce w 1995. Kwalifikacje odbyły się 8 sierpnia, a finał został rozegrany 10 sierpnia.
Do kwalifikacji zgłoszone zostały 32 zawodniczki z 28 państw.
Zawody w tej konkurencji wygrała reprezentantka Ukrainy Inesa Kraweć. Drugą pozycję zajęła zawodniczka z Bułgarii Iwa Prandżewa, trzecią zaś reprezentująca Rosję Anna Biriukowa.

## Wyniki

### Kwalifikacje
Grupa A
| Miejsce | Zawodniczka         | Państwo           | Podejście | Podejście | Podejście | Wynik | Uwagi |
| Miejsce | Zawodniczka         | Państwo           | #1        | #2        | #3        | Wynik | Uwagi |
| ------- | ------------------- | ----------------- | --------- | --------- | --------- | ----- | ----- |
| 1.      | Iołanda Czen        | Rosja             | 14,56     | –         | –         | 14,56 |       |
| 2.      | Iwa Prandżewa       | Bułgaria          | 13,92     | 14,46     | –         | 14,46 |       |
| 3.      | Żanna Huriejewa     | Białoruś          | 13,95     | 14,41     | –         | 14,41 |       |
| 4.      | Inna Łasowska       | Rosja             | X         | X         | 14,38     | 14,38 |       |
| 5.      | Barbara Lah         | Włochy            | X         | 13,83     | 14,17     | 14,17 |       |
| 6.      | Ołena Howorowa      | Ukraina           | 14,05     | X         | X         | 14,05 |       |
| 7.      | Šárka Kašpárková    | Czechy            | X         | X         | 13,94     | 13,94 |       |
| 8.      | Valérie Guiyoule    | Francja           | X         | X         | 13,92     | 13,92 |       |
| 9.      | Diana Wills-Orrange | Stany Zjednoczone | 13,71     | X         | X         | 13,71 |       |
| 10.     | Ashia Hansen        | Wielka Brytania   | X         | X         | 13,61     | 13,61 |       |
| 11.     | Monica Toth         | Rumunia           | 13,30     | 12,66     | 13,52     | 13,52 |       |
| 12.     | Wu Lingmei          | Chiny             | 13,17     | 13,21     | 13,43     | 13,43 |       |
| 13.     | Andrea Ávila        | Argentyna         | X         | 12,92     | 13,41     | 13,41 |       |
| 14.     | Kaisa Gustafsson    | Finlandia         | X         | 13,00     | 13,18     | 13,18 |       |
| 15.     | Nicola Martial      | Gujana            | 12,95     | X         | X         | 12,95 |       |
| 16.     | Elisa Pérez         | Dominikana        | X         | X         | 12,02     | 12,02 |       |

Grupa B
| Miejsce | Zawodniczka        | Państwo           | Podejście | Podejście | Podejście | Wynik | Uwagi |
| Miejsce | Zawodniczka        | Państwo           | #1        | #2        | #3        | Wynik | Uwagi |
| ------- | ------------------ | ----------------- | --------- | --------- | --------- | ----- | ----- |
| 1.      | Inesa Kraweć       | Ukraina           | 14,44     | –         | –         | 14,44 |       |
| 2.      | Anna Biriukowa     | Rosja             | 14,38     | –         | –         | 14,38 |       |
| 3.      | Jeļena Blaževiča   | Łotwa             | 14,29     | –         | –         | 14,29 |       |
| 4.      | Ren Ruiping        | Chiny             | 14,17     | –         | –         | 14,17 |       |
| 5.      | Rodica Mateescu    | Rumunia           | 14,06     | –         | –         | 14,06 |       |
| 6.      | Michelle Griffith  | Wielka Brytania   | X         | 13,61     | 14,03     | 14,03 |       |
| 7.      | Ramona Molzan      | Niemcy            | 13,43     | 13,90     | X         | 13,90 |       |
| 8.      | Sheila Hudson      | Stany Zjednoczone | 13,74     | X         | 13,80     | 13,80 |       |
| 9.      | Virge Naeris       | Estonia           | X         | 13,32     | 13,76     | 13,76 |       |
| 10.     | Concepción Paredes | Hiszpania         | X         | X         | 13,75     | 13,75 |       |
| 11.     | Cynthea Rhodes     | Stany Zjednoczone | 13,68     | X         | 13,55     | 13,68 |       |
| 12.     | Caroline Honoré    | Francja           | 13,11     | 13,28     | 13,41     | 13,41 |       |
| 13.     | Betty Lise         | Francja           | 13,35     | 13,30     | 13,03     | 13,35 |       |
| 14.     | Sonya Agbéssi      | Benin             | X         | X         | 12,02     | 12,02 |       |
| 15.     | Niurka Montalvo    | Kuba              | X         | 11,40     | X         | 11,40 |       |
| –       | Althea Moses       | Belize            | X         | X         | X         | NM    |       |

### Finał
| Miejsce | Zawodniczka       | Państwo         | Podejście | Podejście | Podejście | Podejście | Podejście | Podejście | Wynik | Uwagi |
| Miejsce | Zawodniczka       | Państwo         | #1        | #2        | #3        | #4        | #5        | #6        | Wynik | Uwagi |
| ------- | ----------------- | --------------- | --------- | --------- | --------- | --------- | --------- | --------- | ----- | ----- |
| 01 !    | Inesa Kraweć      | Ukraina         | X         | X         | 15,50     | X         | –         | 14,55     | 15,50 | WR    |
| 02 !    | Iwa Prandżewa     | Bułgaria        | 14,28     | 14,76     | 14,48     | 14,65     | 15,18     | 15,00     | 15,18 |       |
| 03 !    | Anna Biriukowa    | Rosja           | X         | 14,85     | 15,08     | X         | 14,66     | X         | 15,08 |       |
| 4.      | Inna Łasowska     | Rosja           | X         | X         | 14,52     | 14,85     | X         | 14,90     | 14,90 |       |
| 5.      | Rodica Mateescu   | Rumunia         | 14,44     | 14,56     | X         | 14,82     | 14,39     | 14,64     | 14,82 |       |
| 6.      | Ren Ruiping       | Chiny           | 14,09     | 13,87     | 14,25     | X         | 12,31     | 13,45     | 14,25 |       |
| 7.      | Żanna Huriejewa   | Białoruś        | 14,22     | 13,97     | X         | X         | X         | 13,80     | 14,22 |       |
| 8.      | Barbara Lah       | Włochy          | 14,02     | X         | 14,18     | X         | X         | X         | 14,18 |       |
| 9.      | Jeļena Blaževiča  | Łotwa           | X         | 13,93     | 14,09     | NQ        | NQ        | NQ        | 14,09 |       |
| 10.     | Ołena Howorowa    | Ukraina         | 14,07     | X         | X         | NQ        | NQ        | NQ        | 14,07 |       |
| 11.     | Iołanda Czen      | Rosja           | X         | X         | 14,05     | NQ        | NQ        | NQ        | 14,05 |       |
| 12.     | Michelle Griffith | Wielka Brytania | 13,22     | 12,97     | 13,59     | NQ        | NQ        | NQ        | 13,59 |       |